# Luigi Magni
Luigi Magni (Roma, 21 de marzo de 1928 - ibíd., 27 de octubre de 2013) fue un guionista y director de cine italiano. Inicia su carrera como guionista en colaboración con Age & Scarpelli. En 1956 se abre paso definitivamente en el mundo del cine trabajando con los más importantes directores italianos de la época: Mario Monicelli, Luciano Salce, Mauro Bolognini, Camillo Mastrocinque y Giorgio Bianchi.
En 1968 se estrena como director, dirigiendo a Vonetta McGee, Enzo Cerusico y Renzo Montagnani en la comedia Faustina. Pero el gran éxito le llegará a Magni con su segundo trabajo, Nell'anno del Signore ("En el año del Señor", 1969), la película que delinea su sello de fábrica: comedias ambientadas en la Roma papal y renacentista, fluctuando entre el aspecto de farsa y el dramático, sin olvidar el lenguaje exquisitamente "romano". A partir de esta película comienza la colaboración de Luigi Magni con Nino Manfredi, que se convertiría en su actor fetiche. Después de La Tosca (1973) con Monica Vitti, In nome del Papa Re ("En nombre del Papa Rey", 1977) hará ganar al director el Premio David de Donatello a la mejor dirección. Siguen Secondo Ponzio Pilato ("Según Poncio Pilato", 1987), 'O Re ("Oh Rey", 1989), In nome del popolo sovrano ("En nombre del pueblo soberano", 1991), Nemici d'infanzia ("Enemigos de infancia", 1995), que le hace ganar el segundo David de Donatello por la dirección, y La Carbonara (1999).
Magni forma parte de los directores que han hecho grande el género de commedia all'italiana. Considerado, erróneamente, anticlerical, el director narra el periodo renacentista mezclando verdad histórica y farsa, con tonos satíricos siempre bien mirados. Si se excluye a Mario Monicelli, ningún otro director italiano ha afrontado temáticas como el poder temporal. En realidad, Magni adopta el anticlericalismo para hablar del poder en general, como forma de dominio del hombre sobre el hombre, de cómo ello explota la ignorancia de la gente. Las reconstrucciones de la Roma papal eran efectuadas en Cinecittà; otras de gira por ciudades italianas: Scipione detto anche l'Africano ("Escipión, llamado también el Africano"), por ejemplo, fue rodada casi íntegramente en Pompeya, así como In nome del Papa Re rodada en el Alto Lazio, en Montefiascone.
Tras la película para televisión La notte di Pasquino ("La noche de Pasquino", 2003) y después de la muerte de Nino Manfredi (2004), Luigi Magni no ha vuelto a dirigir película alguna. En 2008 recibe el David de Donatello a su carrera, para celebrar sus ochenta años de vida y cuarenta de actividad como director.

## Filmografía

### Como director
- Faustina (1968)
- Nell'anno del Signore (1969)
- Scipione detto anche l'Africano (1971)
- La Tosca (1973)
- La via dei babbuini (1974)

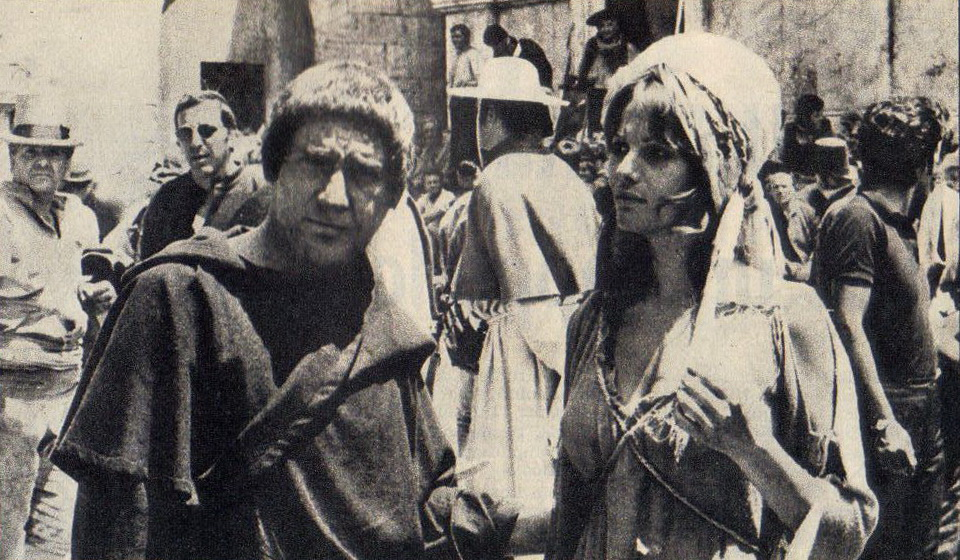
Alberto Sordi y Claudia Cardinale durante el rodaje de Nell'anno del Signore.

- Signore e signori, buonanotte (1976)
- Quelle strane occasioni (1976) - episodio "Il cavalluccio svedese"
- Basta che non si sappia in giro (1976) - episodio "Il superiore"
- In nome del Papa Re (1977)
- Arrivano i bersaglieri (1980)
- State buoni se potete (1983)
- L'addio a Enrico Berlinguer (1984)
- Secondo Ponzio Pilato (1987)
- Imago Urbis (1987)
- Garibaldi il Generale (1987) - miniserie TV
- Cinema (1988) (TV)
- 'O Re (1989)
- In nome del popolo sovrano (1990)
- Nemici d'infanzia (1995)
- Esercizi di stile (1996) - episodio "Era il maggio radioso"
- La carbonara (2000)
- La notte di Pasquino (2003) (TV)

## Premios y distinciones
Festival Internacional de Cine de Venecia
| Año  | Categoría             | Película | Resultado |
| ---- | --------------------- | -------- | --------- |
| 1995 | Premio Pietro Bianchi | -        | Ganador   |